# Sergei Michailowitsch Krjanin
Sergei Michailowitsch Krjanin (russisch Сергей Михайлович Крянин; * 9. Februar 1971 in Wotkinsk) ist ein ehemaliger russischer Skilangläufer.

## Werdegang
Krjanin, der bereits bei den Junioren-Weltmeisterschaften 1991 in Reit im Winkl mit der russischen Steffel die Silbermedaille gewonnen hatte, gab sein Weltcupdebüt im Rahmen des Skilanglauf-Weltcup am 14. Dezember 1994 auf der Tauplitzalm. Als 53. verpasste er aber eine vordere Platzierung deutlich. Zu Beginn der folgenden Saison 1995/96 erreichte er in Gällivare als 23. erstmals die Weltcup-Punkteränge. Auch beim Continentalcup in Krasnogorsk im Januar gelang ihm ein guter 19. Platz, wobei er damit auch erstmals in die Top 20 bei einem internationalen Rennen lief.
Nachdem Krjanin in der Saison 1996/97 nur einen Weltcup bestritt und als 65. ohne Punktegewinn blieb, kam er erst ein Jahr später zurück in den A-Nationalkader. Dabei erreichte er in Kavgolovo als 13. auch erstmals im Weltcup die Top 20. Bei den folgenden Olympischen Winterspielen 1998 in Nagano belegte Krjanin über 10 km im klassischen Stil den 42. Platz. In der Verfolgung über 25 km belegte er Rang 25. Die Weltcup-Saison beendete er wenig später auf Rang 58 der Gesamtwertung und Rang 38 der Distanzweltcup-Wertung.
In die Saison 1998/99 startete Krjanin erfolgreich mit einem achten Rang im finnischen Muonio. Es blieb jedoch sein einziges Top-10-Ergebnis dieser Weltcup-Saison. Bei der Nordischen Skiweltmeisterschaft 1999 in Ramsau am Dachstein kam er über 30 km im freien Stil auf Rang zehn ins Ziel. Wenig später beendete er seine erfolgreichste Weltcup-Saison auf Rang 41 der Gesamtwertung.
Im Januar 2001 gewann er bei den Russischen Meisterschaften in Krasnogorsk seinen ersten und einzigen nationalen Titel über 50 km. Bei der Nordischen Skiweltmeisterschaft 2001 in Lahti gewann er nach Rang 44 im Sprint über die 50 km im freien Stil die Bronzemedaille hinter Johann Mühlegg und René Sommerfeldt. Eine Woche nach der Weltmeisterschaft lief er als Zehnter in Kavgolovo noch einmal unter die Top 10. Mit Rang 56 in der Gesamtwertung der Saison erreichte er letztmals ein zweistelliges Ergebnis.
Bei den Olympischen Winterspielen 2002 in Salt Lake City erreichte er Rang acht im Massenstart-Rennen über 30 km. Über 50 km erreichte er Rang 24. Nach den Spielen konnte er im Weltcup keine vorderen Platzierungen mehr erreichen. Auch bei seinen Starts im Continentalcup und bei den Russischen Meisterschaften konnte er nicht mehr überzeugen, so dass er 2006 schließlich seine aktive Skilanglauf-Karriere beendete.
Seit 1996 ist er verheiratet mit Anna Krjanina und lebt mit ihr in Chanty-Mansijsk.

## Erfolge

### Weltcup-Statistik
Die Tabelle zeigt die erreichten Platzierungen im Einzelnen.
- 1.–3. Platz: Anzahl der Podiumsplatzierungen
- Top 10: Anzahl der Platzierungen unter den ersten zehn
- Punkteränge: Anzahl der Platzierungen innerhalb der Punkteränge
- Starts: Anzahl gelaufener Rennen in der jeweiligen Disziplin
- Hinweis: Bei den Distanzrennen erfolgt die Einordnung gemäß FIS.

| Platzierung         | Distanzrennen a | Distanzrennen a | Distanzrennen a | Distanzrennen a | Distanzrennen a | Skiathlon Verfolgung | Sprint | Etappen- rennen b | Gesamt | Team c | Team c  |
| Platzierung         | ≤ 5 km          | ≤ 10 km         | ≤ 15 km         | ≤ 30 km         | > 30 km         | Skiathlon Verfolgung | Sprint | Etappen- rennen b | Gesamt | Sprint | Staffel |
| ------------------- | --------------- | --------------- | --------------- | --------------- | --------------- | -------------------- | ------ | ----------------- | ------ | ------ | ------- |
| 1. Platz            |                 |                 |                 |                 |                 |                      |        |                   |        |        |         |
| 2. Platz            |                 |                 |                 |                 |                 |                      |        |                   |        |        |         |
| 3. Platz            |                 |                 |                 |                 |                 |                      |        |                   |        |        |         |
| Top 10              |                 | 1               | 1               |                 |                 |                      |        |                   | 2      |        | 1       |
| Punkteränge         |                 | 3               | 2               | 3               | 3               |                      |        |                   | 11     | 1      | 4       |
| Starts              |                 | 10              | 16              | 9               | 8               | 2                    | 3      |                   | 48     | 1      | 4       |
| Stand: Karriereende |                 |                 |                 |                 |                 |                      |        |                   |        |        |         |